# Кудлей
Кудлей (рос. Кудлей) — село у складі Ардатовського району Нижньогородської області. Входить до складу робітничого селища Ардатов. Входило до складу скасованої Чуварлей-Майданської сільради.

## Географія
Розташоване за 13 км на південь робітничого поселення Ардатов.
Село лежить на лівому березі річки Кудлейки, що впадає в річку Канергу за 3 км на південь.
На півдні до села підступають змішані ліси.

## Населення
| 1999 | 2002 | 2010 |
| ---- | ---- | ---- |
| 88   | ↘62  | ↘14  |